# Načrtovani državni udar v Nemčiji (2022)
7. decembra 2022 je bilo aretiranih 25 članov desničarske teroristične skupine, ki so v Nemčiji načrtovali državni udar. Skupina "Domoljubna zveza" (nemško Patriotische Union) ali Zbor (Der Rat), je nemška desničarska ekstremistična skupina pod okriljem gibanja Reichsbürger. Cilj skupine je bila ponovna vzpostavitev nemške monarhije po tradiciji nemškega cesarstva. Skupina je želela v Nemčiji izzvati kaos in državljansko vojno, da bi ta prevzela oblast. Skupina se je zavzemala tudi za nasilo zavzetje Bundestaga in množične usmrtitve.
Več kot 3000 policistov je po vsej Nemčiji preiskalo 130 lokacij in izvedlo več aretacij in med drugimi aretirali Heinricha Reussa, potomca družine Reuß, sicer znanega tudi kot princ Heinrich XIII., pa tudi nekdanjo poslanko Alternative za Nemčijo Birgit Malsack-Winkemann. V skupini so sodelovale tudi aktivne vojaške in policijske osebe. Operacija proti skupini velja za največjo v zgodovini Nemčije, generalni državni tožilec Peter Frank pa je skupino razglasil za teroristično organizacijo.

## Člani
Nekateri izmed več kot 50 organizatorjev naj bi bili člani gibanja Reichsbürger, gibanja skrajno desničarskih skupin, ki zavračajo sedanjo politiko Nemčije in si želijo povrnitve stanja iz časa Nemškega cesarstva (ali "Drugega rajha"), ki so povezani z nasiljem in antisemitizmom. Skupina je bila razdeljena po področjih odgovornosti. Zvezni državni tožilec je dal aretirati 25 oseb, 52 jih je osumljenih.
Tolpa je vključevala tudi več nekdanjih članov Kommando Spezialkräfte (KSK), vključno z nekdanjim štabnim narednikom padalskega bataljona Bundeswehr, Rüdigerja von P. GSG-9 je preiskal KSK v vojašnici Graf Zeppelin blizu Calwa. Rüdiger von P. naj bi vodil »vojaško vejo« gibanja. Zvezni državni tožilec von P. skupaj s Heinrichom Reussom opisuje kot vodjo. Von P. naj bi poskušal novačiti policiste in vojake.
Odvetnica in sodnica v deželi Berlin Birgit Malsack-Winkemann je bila določena za bodočo pravosodno ministrico. Od 2017 do 2021 je bila kot poslanka AfD članica nemškega parlamenta in je bila aretirana 7. decembra 2022. Skupina je vključevala vsaj še enega lokalnega politika AfD iz Olbernhaua v Saškem rudogorju.
Drugi člani so bili zdravniki, vsaj eden je bil podjetnik.
Po poročanju Der Spiegel je skupina "Patriotic Union" imela nenavadne količine denarja, s katerim so kupovali orožje ter tudi satelitske telefone. Ena od posesti, Jagdschloss Waidmannsheil v Bad Lobensteinu, ki je v lasti Reussa, služi kot poslovni naslov za več podjetij, povezanih z londonskim podjetjem za upravljanje premoženja Heinrich XIII. Prinz Reuß & Anderson & Peters Ltd. Posestvo je preiskala policija.

## Ideologija in cilji
Cilj skupine je vzpostaviti monarhijo, podobno Nemškemu cesarstvu leta 1871. Od novembra 2021 je mreža načrtovala oborožen napad na Bundestag, pa tudi javne aretacije politikov, da bi izbruhnili javni nemiri. Zveza je domnevala, da bi se deli nemških varnostnih organov potem združili s teroristično skupino, kar bi vodilo v strmoglavljenje trenutne oblasti in posledičen skupinski prevzem oblasti.
Nekateri zarotniki so bili domnevno privrženci QAnon in zanikovalci Covida. Načrtovani državni udar je vključeval napad na Reichstag, stavbo nemškega parlamenta, napad pa je navdihnil napad na Kapitol 6. januarja 2021.

## Preiskave in aretacije
Nemški policijski organi skupino preiskujejo od pomladi 2022. Skupino sestavljajo tudi deli radikaliziranega nemškega gibanja Querdenken. Reuss je bil izhodišče za preiskave Zveznega urada kriminalistične policije (BKA) pod kodnim imenom "Shadow". Poleg tega je bilo v operacije vključenih več državnih kriminalističnih uradov in državnih organov za ustavno varnost. Po podatkih nemških oblasti je bil državni udar načrtovan od novembra 2021 in naj bi šlo za nasilno, teroristično strmoglavljenje sedanje vlade. Policija je zanje prvič izvedela aprila 2022, ko je aretirala člane tako imenovanih United Patriots, ki naj bi načrtovali ugrabitev Karla Lauterbacha, nemškega zveznega ministrstva za zdravje. Septembra 2022 so začeli z natančnim spremljanjem 52 osumljencev.
Pri aretaciji zarotnikov je sodelovalo okoli 3000 policistov, večinoma iz južnonemških dežel Bavarske in Baden-Württemberga, vključeni pa so bili tudi ljudje v devetih drugih nemških deželah ter v Avstriji in Italiji. Med aretiranimi ljudmi so bili aristokrati, vključno s članom hiše Reuss, Heinrichom Reussom, nekdanjo poslanko skrajno desne stranke Alternativa za Nemčijo Malsack-Winkemannovo ter nekdanjimi in aktivnimi pripadniki vojske. Aretirali so tudi Rusinjo, zarotniki pa naj bi nameravali sodelovati z Rusijo, vendar je tiskovni predstavnik ruskega veleposlaništva v Berlinu kakršnokoli vpletenost zanikal.